# باگتاسل (کنتاکی)
باگتاسل (به انگلیسی: Bugtussle) یک منطقهٔ مسکونی در ایالات متحده آمریکا است که در شهرستان مونروو، کنتاکی واقع شده‌است. باگتاسل ۲۶۳٫۹۶ متر بالاتر از سطح دریا واقع شده‌است.